# Metazygia ipanga
Metazygia ipanga är en spindelart som beskrevs av Levi 1995. Metazygia ipanga ingår i släktet Metazygia och familjen hjulspindlar. Inga underarter finns listade i Catalogue of Life.